# Cessna 208 Caravan
Cessna 208 Caravan är ett högvingat, enmotorigt flygplan i helmetallkonstruktion från Cessna.
Flygplanet är utrustat med turbopropmotor samt fast landställ.